# Euro Winners Cup femminile
L'Euro Winners Cup femminile è una competizione sportiva di beach soccer creata nel 2016 e organizzata dal Beach Soccer Worldwide. Il torneo è riservato alle squadre vincitrici dei rispettivi campionati nazionali oltre a un numero variabile di partecipanti per ogni nazione.

## Albo d'oro
| Stagione | Sede    | Vincitore (numero vittorie) | Risultato           | Finalista perdente      |
| -------- | ------- | --------------------------- | ------------------- | ----------------------- |
| 2016     | Catania | Grasshoppers (1)            | 5-4                 | BeachKick Ladies Berlin |
| 2017     | Nazaré  | Havana Shots Aargau (1)     | 4-3 (dts)           | Portsmouth Ladies       |
| 2018     | Nazaré  | Zvezda (1)                  | 2-0                 | Portsmouth Ladies       |
| 2019     | Nazaré  | San Javier (1)              | 3-3 (dts) (2-0 dtr) | Madrid CFF              |
| 2020     | Nazaré  | Mriya 2006 (1)              | —                   | Cáceres                 |
| 2021     | Nazaré  | Madrid CFF (1)              | 6-3                 | Zvezda                  |
| 2022     | Nazaré  | Bonaire (1)                 | 5-3                 | San Javier              |
| 2023     | Nazaré  | Higicontrol Melilla (1)     | 3-1                 | FC10 Ladies             |
| 2024     | Nazaré  | Higicontrol Melilla (2)     | 4-3                 | Red Devils Chojnice     |

## Statistiche

### Club
| Titoli | Squadra             | Anni       |
| ------ | ------------------- | ---------- |
| 2      | Higicontrol Melilla | 2023, 2024 |
| 1      | Grasshoppers        | 2016       |
| 1      | Havana Shots Aargau | 2017       |
| 1      | Zvezda              | 2018       |
| 1      | San Javier          | 2019       |
| 1      | Mriya 2006          | 2020       |
| 1      | Madrid CFF          | 2021       |
| 1      | Bonaire             | 2022       |

### Vittorie per nazione
| Titoli | Nazione  | Squadre                                                              |
| ------ | -------- | -------------------------------------------------------------------- |
| 5      | Spagna   | San Javier (1), Madrid CFF (1), Bonaire (1), Higicontrol Melilla (2) |
| 2      | Svizzera | Grasshoppers (1), Havana Shots Aargau (1)                            |
| 1      | Russia   | Zvezda (1)                                                           |
| 1      | Ucraina  | Mriya 2006 (1)                                                       |